# خنکاوان
خنکاوان (به ارمنی: Խնկավան) یک منطقهٔ مسکونی در جمهوری آرتساخ است که در استان مارتاکرت واقع شده‌است. خنکاوان ۱۶۳ جمعیت دارد.